# Andy Umberger
Andy Umberger es un actor estadounidense, principalmente apareciendo en papeles menores en televisión. Ha sido acreditado en varias series de televisión, comenzando en los años 90. Papeles prominentes incluyen como D'Hoffryn en Buffy the Vampire Slayer, Morrison en Boston Legal, y el Dr. Linzer en 24. Ha aparecido en Ángel, Firefly, The Practice, Dharma & Greg, Ally McBeal, The X-Files, 7th Heaven, Desperate Housewives, Nip/Tuck, Shark, Mad Men y Bones. En 2011, apareció en el videojuego L.A. Noire como el Dr. Malcolm Carruthers. También apareció como doctor en la serie American Horror Story.